# باسل خليل
باسل خليل هو مخرج بريطاني-فلسطيني، وُلد في الناصرة ورُشح لجائزتي الأوسكار، والسعفة الذهبية بمهرجان كان السينمائي الدولي، ُولد ونشأ في الناصرة من أب فلسطيني وأم إنجليزية. وحالياً، هو عضو في أكاديمية فنون وعلوم السينما (الأوسكار)، ضمن اللجنة المتخصصة في ترشيح الأفلام. ومن أفلامه: أسبوع غزاوي، والسلام عليك يا مريم.

## وصلات خارجية
- باسيل خلـيل على موقع IMDb (الإنجليزية)
- باسيل خلـيل على موقع ألو سيني (الفرنسية)
- باسيل خلـيل على موقع قاعدة بيانات الفيلم (الإنجليزية)
- باسيل خلـيل على موقع كينوبويسك (الروسية)